# Flindersia schottiana
Flindersia schottiana là một loài thực vật thuộc họ Rutaceae. Loài này có ở Úc, Indonesia, và Papua New Guinea. Chúng hiện đang bị đe dọa vì mất môi trường sống in New Guinea but it is still fairly common phía bắc New South Wales và phía nam Queensland, ở đó nó is grown as a street tree.
It is được gọi là the cudgerie hoặc bumpy ash in Australia.